# Pamphile Kolimin
Pamphile Kolimin (* im 20. Jahrhundert) ist ein beninischer Fußballspieler. Seine Stammposition ist das Mittelfeld.

## Karriere

### Verein
Kolimin spielte u. a. für Mogas 90 FC aus Porto-Novo und gewann mit dem Club 1992 die beninische Meisterschaft.

### Nationalmannschaft
Der Mittelfeldspieler bestritt zwischen 1993 und 1997 mindestens drei Partien für die beninische Fußballnationalmannschaft. Sein erstes in der Datenbank national-football-teams.com hinterlegtes Spiel ist das in der Qualifikation zur Fußballweltmeisterschaft 1994 daheim gegen Äthiopien, das mit 1:0 gewonnen wurde.

## Erfolge
- Beninischer Meister: 1992